# Dolmens de Roh-Vras
Les dolmens de Roh-Vras, appelés aussi dolmens de Kerran (ou Ker-Han), sont un groupe de deux dolmens situés à Saint-Philibert dans le département français du Morbihan. Un troisième dolmen du même groupe a été démonté et transporté dans un cimetière de Meudon pour servir de tombe.

## Historique
En 1886, Félix Gaillard fouille un dolmen, celui situé le plus au sud du site, qui comporte alors trois dolmens. En 1892, il donne du site la description suivante :
Le premier, au nord, se compose encore de sept supports et de deux tables ; le second de six supports et une table, et le troisième de sept supports, une table de la chambre en place et une table de la galerie renversée. Ce dernier a le dallage de la chambre d'une seule grande pierre.
En 1896, Jean-Baptiste Piketty achète les pierres de ce dolmen pour en faire une tombe familiale. Malgré l'opposition de Zacharie Le Rouzic, l'édifice est démantelé et transporté par chemin de fer jusqu'au cimetière des Longs Réages à Meudon où il est remonté et où il est désormais connu sous le nom de dolmen de Ker-Han. 
Les deux dolmens subsistants sont classés au titre des monuments historiques par arrêté du 20 avril 1927.

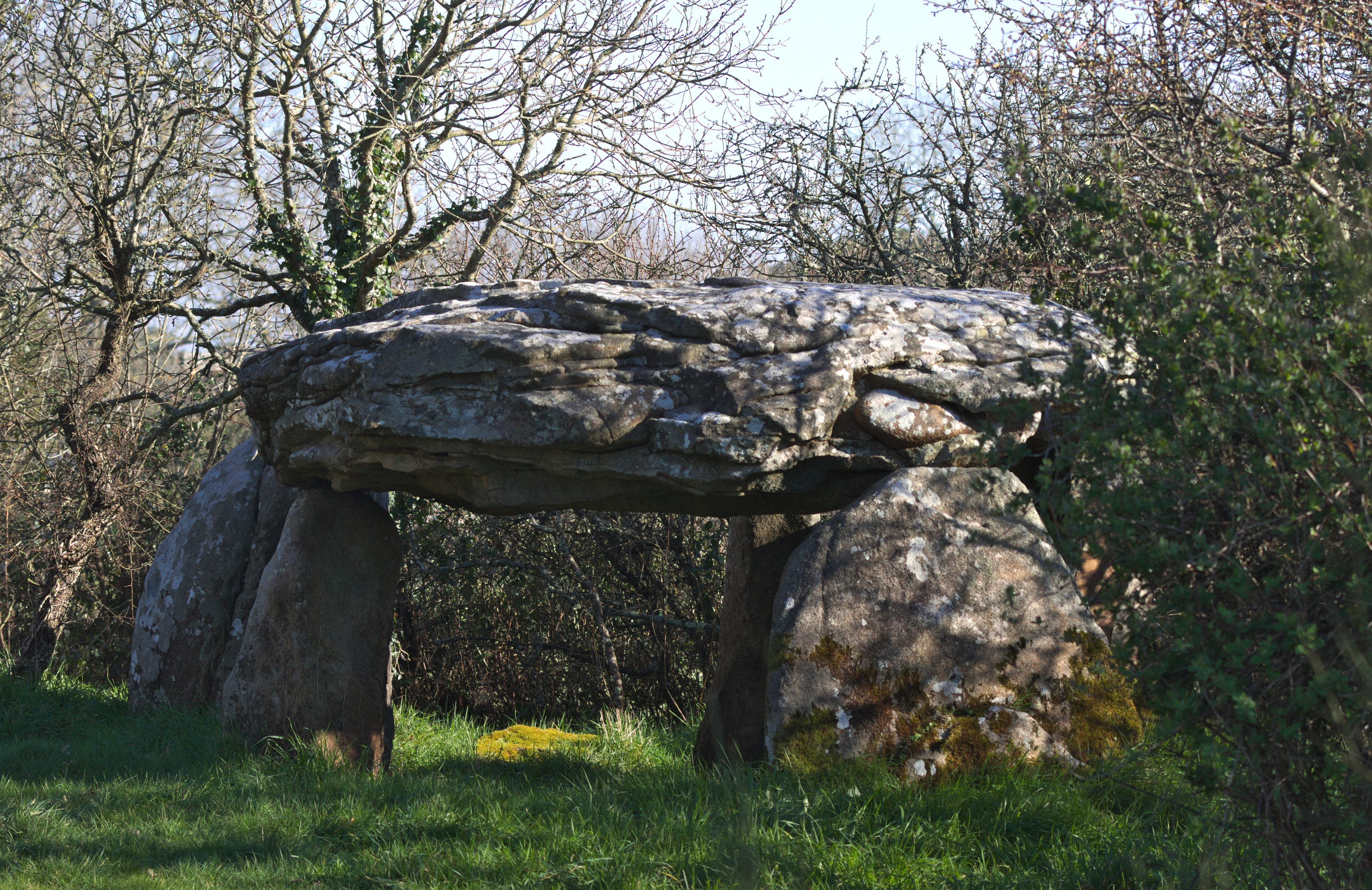
Dolmen sud.

## Description
Les trois dolmens étaient inclus dans un même tertre et correspondent à trois dolmens à couloir ouvrant au sud-est,. D'après la description donnée par Gaillard, deux dolmens sont recouverts au sol avec un dallage : le plus au nord avec une seule dalle et le plus au sud, est décrit comme « à grand dallage », expression assez confuse puisqu'il a précédemment écrit que « ce dernier a le dallage de la chambre d'une seule grande pierre ». Selon le Rouzic, ce dallage était « composé de deux grosses dalles ». L'unique dalle de pavage du dolmen nord, comportant une grosse cupule,, fut également transportée à Meudon,. C'est lors de ce transport que l'on découvrit des gravures sur une dalle du troisième dolmen (celui transporté à Meudon) selon Le Rouzic mais les gravures correspondantes décrites par l'abbé Breuil (une hache emmanchée et un grand rectangle aux angles arrondis) sont visibles sur deux dalles différentes du dolmen reconstitué à Meudon.

## Mobilier archéologique
Lors de sa fouille (du dolmen désormais déplacé à Meudon), Gaillard mentionne avoir recueilli, sous le dallage, un vase apode, une hache, deux grains de callaïs et des silex. Lors du démontage de 1896, Le Rouzic découvre :
- sous ce même dallage « une superbe pendeloque en quartz blanc, un fragment d'un gros grain de callaïs, plusieurs éclats de silex et un fragment de sanguine. Ces objets ont été emportés par M. Piketty »[4].
- sous le dallage du dolmen nord dans une couche de terre jaune parsemée de charbons, un petit mobilier archéologique composé d'ossements humains très friables, une moitié de vase à fond plat en terre noire et quelques objets en silex (1 nodule percé et 3 grattoirs). Cet ensemble est désormais conservé au Musée de Préhistoire de Carnac[4].